# J.C. Teilmann & Co.
J.C. Teilmann & Co., senere J.C. Teilmann & Co.'s Eftf. var et dansk vingrossererfirma og vinhandel, grundlagt 16. september 1873 af Johan Christian Teilmann (1845-1929) og ophørt i 1970'erne. Firmaet markedsførte også enkelte likører under eget navn.
Efter grundlæggerens død videreførtes forretningen af fru Olga Teilmann til 1934, da den overtoges af A.M. Poulsen (1881-1941). Kort før A.M. Poulsens død optoges K. Fugl-Olsen (1898-), Jørgen Peter Iversen (1901-) og Hans Michael Sørensen (1905-) som medindehavere. Efter A.M. Poulsens død videreførte de tre sidstnævnte firmaet.
Firmaet lå først på Østerbrogade 145, siden i Landskronagade 1-5.